# Seán Mac Diarmada
Seán Mac Diarmada (n. 28 februarie 1883, Kiltyclogher⁠(d), Regatul Unit al Marii Britanii și Irlandei – d. 12 mai 1916, Dublin, Irlanda⁠(d), Regatul Unit al Marii Britanii și Irlandei), cunoscut și sub numele de Seán MacDermott, a fost un activist politic și lider revoluționar republican⁠(d) irlandez. A fost unul dintre cei șapte lideri ai Rebeliunii de Paști din 1916, la organizarea căreia a contribut ca membru al Comitetului Militar al Frăției Republicane Irlandeze⁠(d) (IRB); în cadrul rebeliunii, a fost al doilea semnatar al Proclamației Republicii Irlandeze⁠(d). A fost executat pentru rolul său în Rebeliune la vârsta de 33 de ani.
Crescut în comitatul Leitrim (Kiltyclogher, Glenfarne), a fost membru al multor asociații care au promovat cauza limbii irlandeze, renașterea gaelică⁠(d) și naționalismul irlandez⁠(d) în general, inclusiv Liga Gaelică⁠(d) și (la începutul carierei sale) frăția catolică irlandeză⁠(d) denumită Ordinul Antic al Hibernilor⁠(d). A fost organizatorul național al partidului Sinn Féin și, mai târziu, redactor-șef al ziarului Irish Freedom⁠(d), început în 1910 de Bulmer Hobson⁠(d) și alții.

## Tinerețea

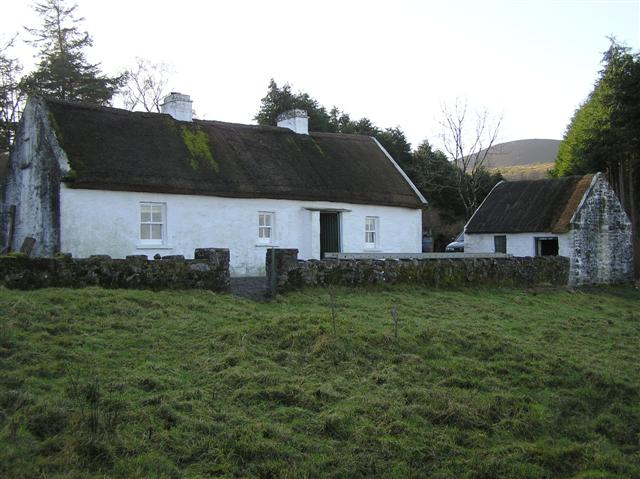
Locul de naștere al lui Seán Mac Diarmada

La naștere, Mac Diarmada a fost înregistrat ca John MacDermott, în comitatul Leitrim, o zonă în care peisajul era marcat de amintirile sărăciei și oprimării. Tatăl său, Donald McDermott, a fost membru al IRB și prieten cu John Daly⁠(d).
În zona rurală din Leitrim, Mac Diarmada a crescut înconjurat de semne ale istoriei irlandeze. Exista o saună antică, pietre de masă⁠(d) din anii legilor penale⁠(d) și ale persecuțiilor din secolele al XVII-lea și al XVIII-lea, precum și locuințe părăsite în urma foametei din anii 1840.
A fost educat la școala națională Corradoona. În 1908 s-a mutat la Dublin, și s-a implicat intens în mai multe organizații naționaliste și culturale irlandeze, inclusiv Sinn Féin, Frăția Republicană Irlandeză⁠(d) (IRB), Ordinul Antic al Hibernilor⁠(d) și Liga Gaelică⁠(d). Curând a fost promovat în Consiliul Suprem al IRB și în cele din urmă ales secretar. Inițial, a refuzat să se alăture IRB, deoarece gruparea era condamnată de biserica catolică, dar Bulmer Hobson l-a convins.
În 1910 a devenit director al ziarului radical Irish Freedom, pe care l-a fondat împreună cu Bulmer Hobson⁠(d) și Denis McCullough⁠(d). A devenit organizator național pentru IRB și a fost luat sub aripa Fenianului⁠(d) veteran Tom Clarke⁠(d). Într-adevăr, de-a lungul anului, cei doi au devenit aproape nedespărțiți. La scurt timp după aceea, Mac Diarmada a contractat poliomielită și a avut nevoie de un baston pentru a merge.
Împreună cu Clarke, MacDiarmada a sprijinit muncitorii în timpul lockoutului din Dublin din 1913⁠(d).
În noiembrie 1913, Mac Diarmada a fost unul dintre primii membri ai Voluntarilor Irlandezi⁠(d) și a continuat să lucreze pentru a aduce acea organizație sub controlul IRB. În mai 1915, Mac Diarmada a fost arestat în Tuam⁠(d), comitatul Galway, în temeiul Legii de apărare a teritoriului din 1914,⁠(d) pentru că a ținut un discurs împotriva înrolării în armata britanică în timpul Primului Război Mondial.

## Rebeliunea de Paști

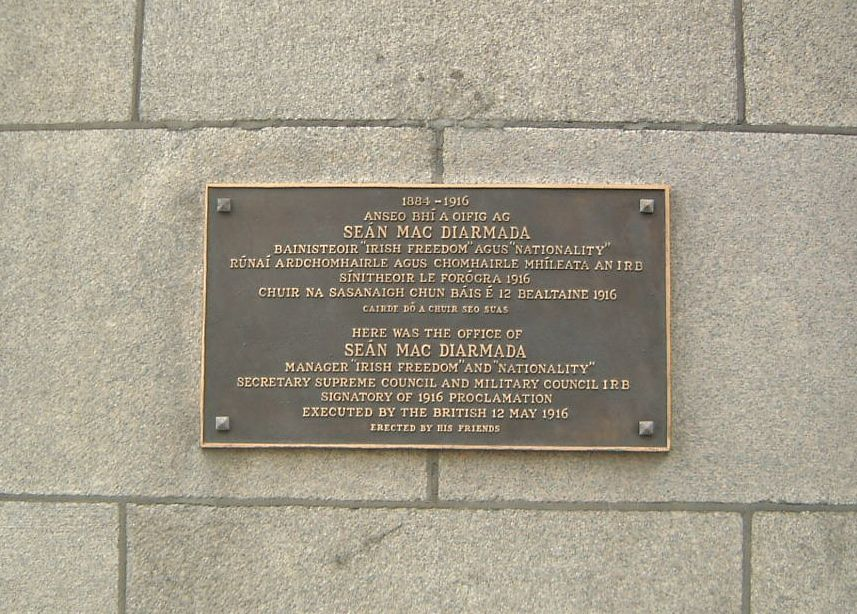
Placă pe clădirea birourilor din Dublin, folosită cândva de Seán MacDiarmada

După eliberarea sa în septembrie 1915, s-a alăturat Comitetului Militar secret al IRB, care era responsabil cu planificarea rebeliunii. Mac Diarmada și Clarke au fost principalii responsabili pentru aceasta. În 1914, el a declarat că „spiritul patriotic irlandez va muri pentru totdeauna dacă nu se va face un sacrificiu de sânge în următorii câțiva ani”.
Din cauza handicapului său, Mac Diarmada a participat foarte puțin la luptele propriu-zise din Săptămâna de Paști, dar a stat la sediul Poștei Generale⁠(d) (GPO), ca membru al Guvernului Republican Provizoriu. În urma capitulării, aproape că a scăpat de execuție, amestecându-se cu corpul mare de prizonieri. În cele din urmă, a fost identificat de Daniel Hoey de la Divizia G⁠(d). În urma unei curți marțiale din 9 mai, Mac Diarmada a fost executat prin împușcare la închisoarea Kilmainham⁠(d) pe 12 mai, la vârsta de 33 de ani.
În septembrie 1919, Hoey a fost și el împușcat de Brigada lui Michael Collins. Ofițerul britanic Lee-Wilson, care a ordonat ca Mac Diarmada să fie împușcat, și nu întemnițat, a fost și el omorât în Cork la ordinul lui Collins în timpul Războiului de Independență al Irlandei.
Mac Diarmada corespondase regulat cu Nell Ryan⁠(d). În ultima lui scrisoare, el a scris: „Domnișoara Ryan, ea care, după toate probabilitățile, dacă aș fi trăit, ar fi fost soția mea”. „Min” Josephine Ryan și sora ei, Phyllis, fuseseră curiere la Poșta Generală. Ele au vizitat închisoarea din Kilmainham, înainte de execuția lui Mac Diarmada, și au reușit să evite arestarea. Min, fondatoare a Cumann na mBan⁠(d), a reușit să fugă din Irlanda în America; ea s-a căsătorit mai târziu cu Richard Mulcahy.
Înainte de execuție, Mac Diarmada a stat în celulă cu liderul voluntarilor irlandezi din Wexford, Robert Brennan,⁠(d) care l-a întrebat pe MacDiarmada dacă este mulțumit de rebeliune. MacDiarmada a spus: „Sunt, ne-am luptat grozav. Băieții au fost măreți. Am deșteptat vechiul spirit. Veți vedea”. Referindu-se la execuția sa, el a scris: „Simt o fericire cum nu am trăit vreodată. Eu mor pentru ca națiunea irlandeză să trăiască!”

## Comemorare
Strada Seán McDermott⁠(d) (fostă strada Gloucester) din Dublin este numită în onoarea sa. La fel este și gara Sligo Mac Diarmada⁠(d) din Sligo și Páirc Seán Mac Diarmada⁠(d), stadionul Gaelic Athletic Association⁠(d) din Carrick-on-Shannon⁠(d), comitatul Leitrim. MacDiarmada Road, Athlone Co.Westmeath și turnul Sean MacDermott din Ballymun⁠(d), demolat în 2005, au fost ambele numite în onoarea lui. În satul său natal, Kiltyclogher⁠(d), o statuie inscripționată cu ultimele sale cuvinte scrise – vezi mai sus – a fost ridicată în centrul satului, iar casa din copilărie a devenit monument național⁠(d). Clădirea care găzduiește autogara națională (Busáras) și Departamentul Protecției Sociale se numesc Áras Mhic Dhiarmada.

## Moștenirea culturală
Seán Fox, originar din Leitrim, a interpretat rolul lui Mac Diarmada în serialul RTÉ din 2016, Rebellion.
Mick Blake, un cântăreț/compozitor din Leitrim, a scris „Sean MacDiarmada (the Pride of Corranmore)” pentru a comemora centenarul Rebeliunii din 1916. Piesa a fost comandată de omul de afaceri din New York, Joseph Mc Manus.